# Brian Maisonneuve
 (octobre 2018).
Si vous disposez d'ouvrages ou d'articles de référence ou si vous connaissez des sites web de qualité traitant du thème abordé ici, merci de compléter l'article en donnant les références utiles à sa vérifiabilité et en les liant à la section « Notes et références ».
Brian Maisonneuve (né le 28 juin 1973 à Warren) est un joueur de soccer américain qui a participé à la coupe du monde 1998 où il a pris part aux trois matches de son équipe (trois défaites).
Il jouait au poste de milieu défensif.

## Palmarès
- Trophée Hermann 1994